# Rüdiger Lichti

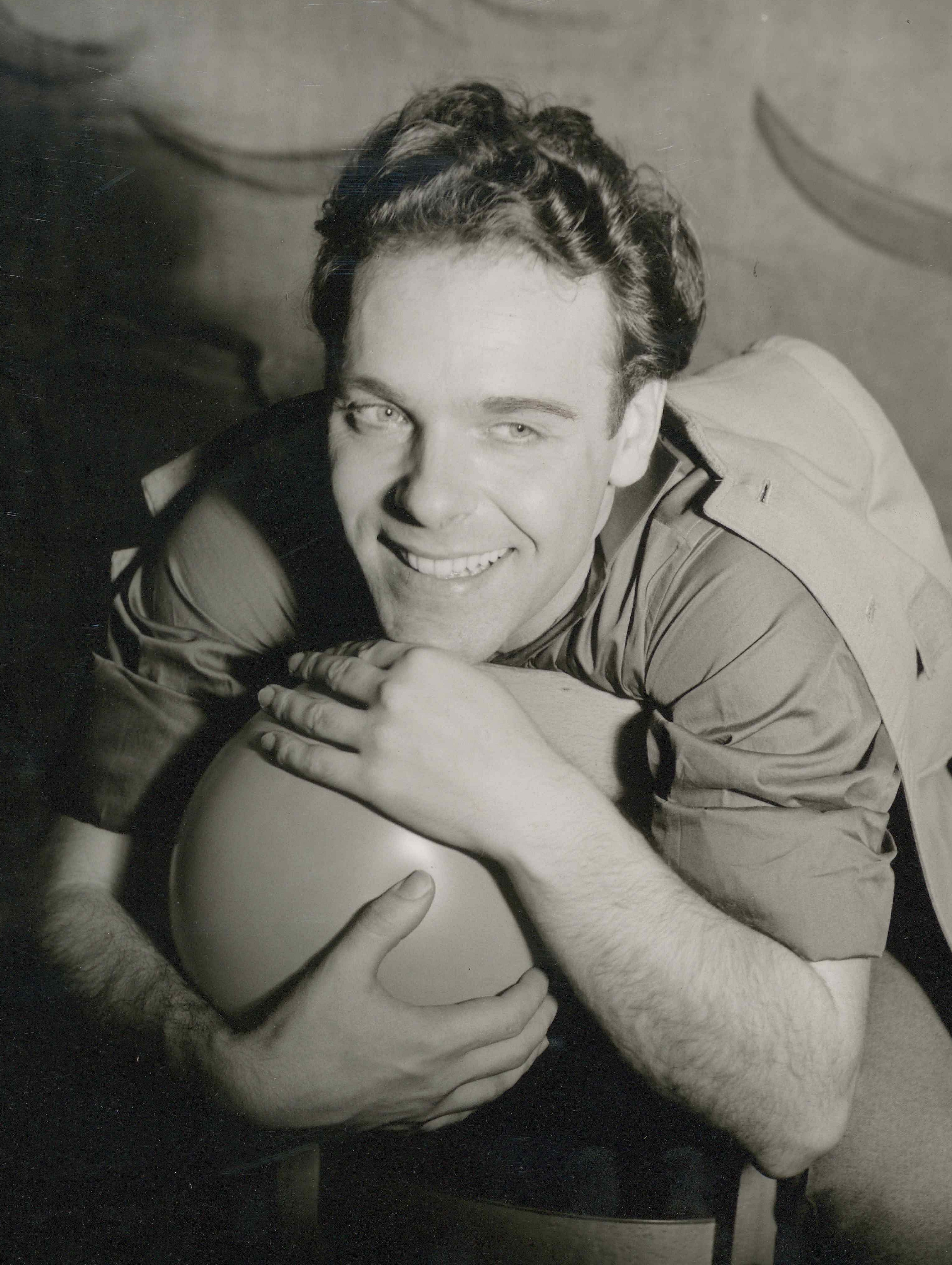
Rüdiger Lichti in Frau Luna am Badischen Staatstheater Karlsruhe

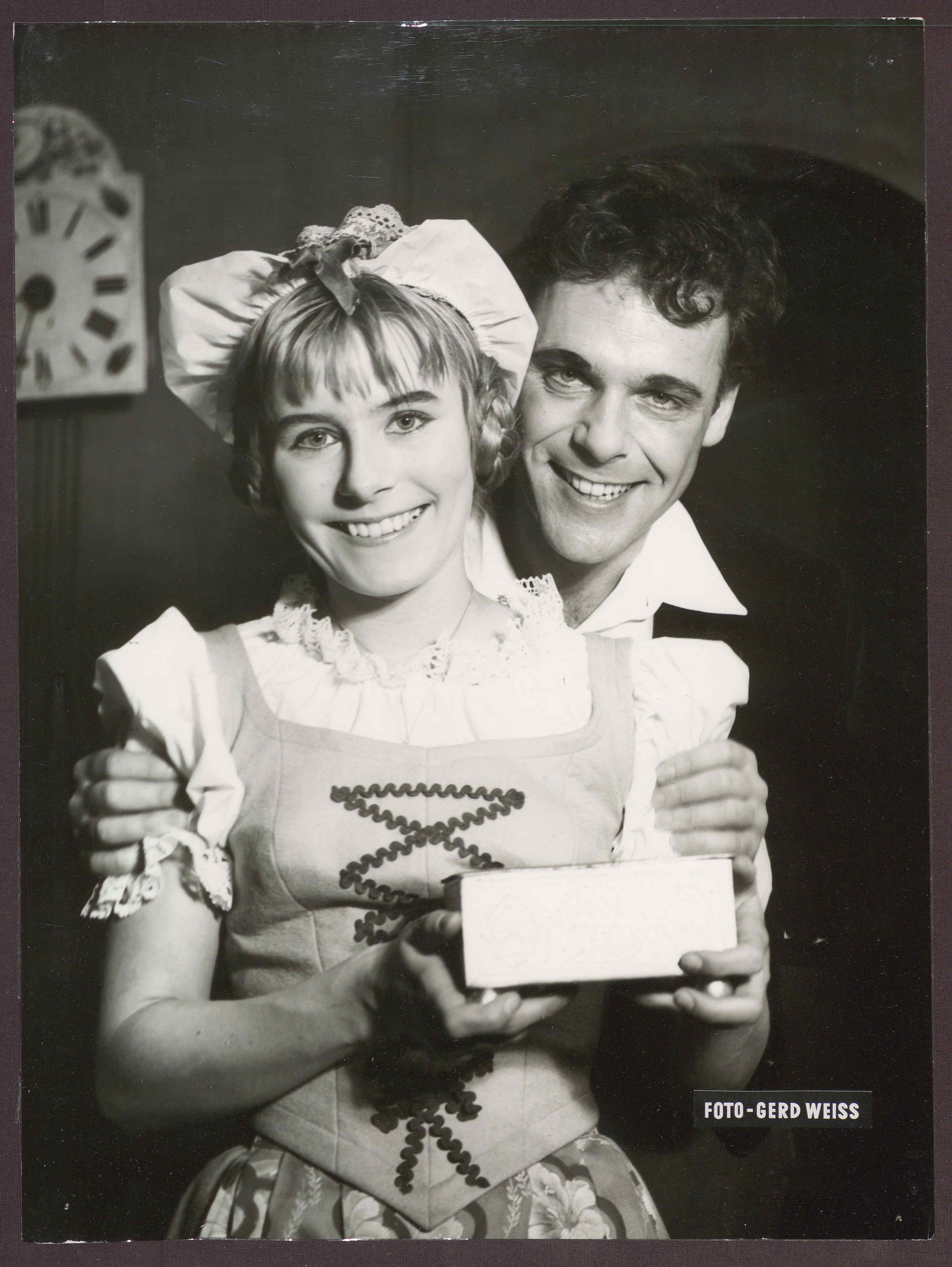
Lichti mit Helga Ballhaus in Die Spieluhr der Frau Schnickschnack

Rüdiger Lichti (* 25. Februar 1927 in Kassel; † Ende August 2002 in Frankfurt am Main) war ein deutscher Schauspieler.

## Leben und Wirken
Lichti erhielt von 1950 bis 1952 Privatunterricht bei der Schauspielerin Roma Bahn in Berlin. Er gab sein Debüt als Lysander in Ein Sommernachtstraum an der Freilichtbühne Rehberge im Volkspark Rehberge, Berlin.
Seit 1951 spielte er als jugendlicher Charakterliebhaber in Berlin am Schillertheater, Hebbeltheater, Theaterclub im British Centre, Genschow-Stobrawa-Theater und an der Vaganten Bühne. Seit 1954 trat er am Stadttheater Hildesheim auf. Er arbeitete auch für den Rundfunk, trat in zwei Märchenfilmen auf, darunter als Prinz in Aschenputtel und wirkte in den 1970er Jahren in Fernsehserien mit.

## Filmografie
- 1953: Rotkäppchen
- 1955: Aschenputtel
- 1970: Recht oder Unrecht: Prozeß Mariotti
- 1972: Unsere heile Welt
- 1975: Unsere Penny
- 1975: Eurogang: Ein Wagen voll Madonnen